# Phaseolus vulgaris

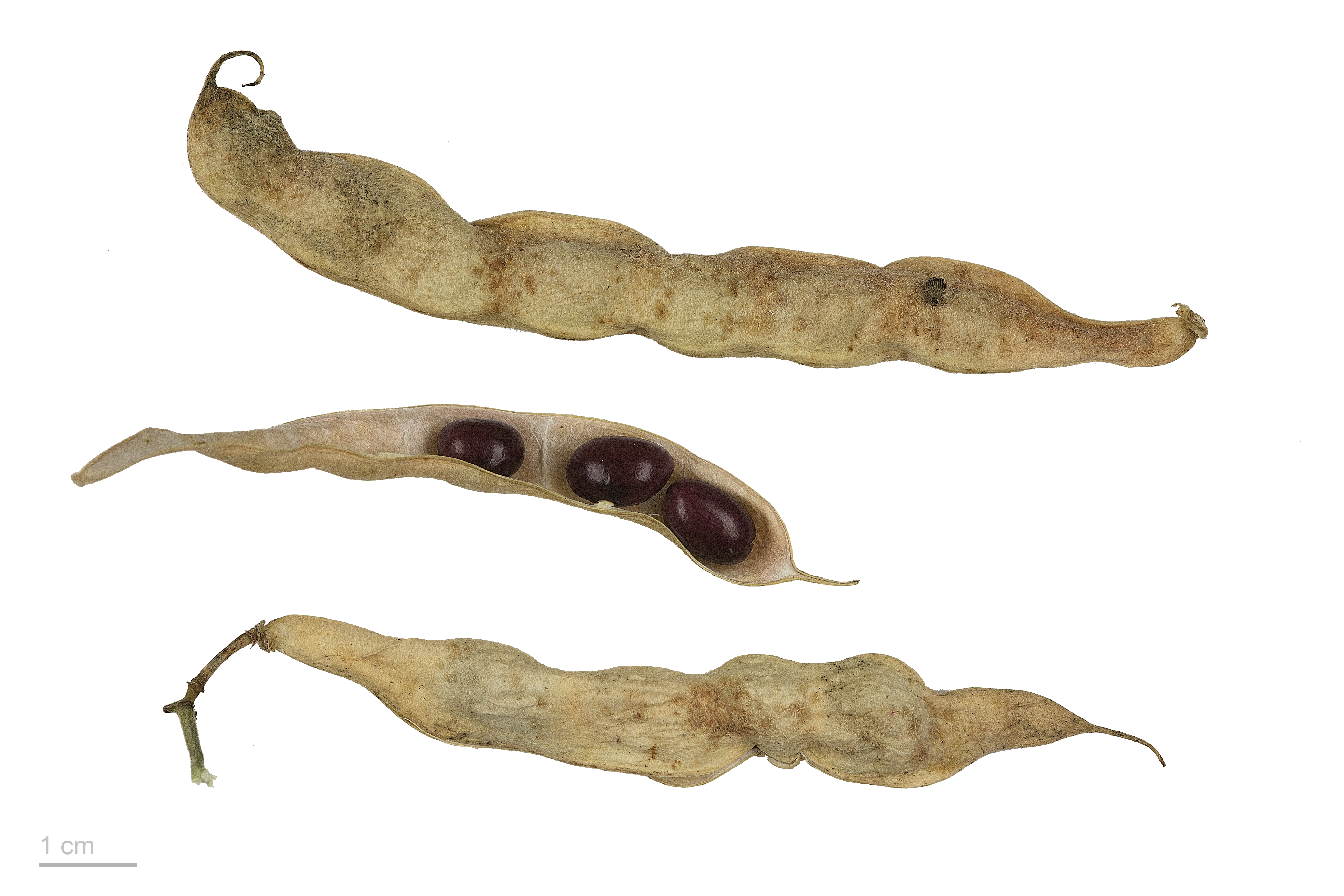
Phaseolus vulgaris - MHNT

Phaseolus vulgaris es la especie más conocida del género Phaseolus en la familia Fabaceae. Sus semillas y, por extensión, la propia planta, reciben diversos nombres según la región; entre los más comunes están: alubia, judía, frijol, frísol, frejol, habichuela, caraota, poroto, etc.
Se cultivan numerosas variedades para el consumo de sus vainas verdes o de sus semillas, frescas o secas.

## Descripción
Es una planta herbácea que presenta su legumbre en diversos tamaños y colores. Es originaria de América central y América del Sur; de floración anual, trepadora, de tallo pubescente o glabrescente cuando llega a la edad adulta. Las estípulas de las hojas tri-pinnadas son de forma lanceolada y de tamaño medio-centimétrico. Los folíolos son anchamente ovados u ovado-romboidal, los laterales, implantados oblicuamente, miden 4-15 x 2,5-10 cm y son pubescentes con base redondeada o anchamente cuneada, de bordes enteros y ápice acuminado. Las flores se disponen en racimos usualmente axilares, más cortos que las hojas. Las bractéolas, persistentes, son habitualmente de longitud igual o algo superior al cáliz que es cupuliforme, bilabiado, de 3-4 mm, con cinco sépalos soldados y con el labio superior bidentado emarginado y el inferior tridentado. La corola, que puede ser blanca, amarilla, violácea o roja, tiene el estandarte centimétrico suborbicular y reflejo, las alas obovadas adheridas a la quilla, también centimétrica y con ápice espiralmente retorcido. Los estambres son diadelfos (9 soldados y 1 libre) mientras que el ovario es pubescente con el estilo espiralmente torcido de 360° o más y con estigma oblicuo. Dicho gineceo deriva en una legumbre lineal-oblonga de unos 10-15 x 1-1,5 cm, algo curvada e hinchada, glabra, picuda y con cuatro a diez semillas oblongas arriñonadas de muy diversos colores y tamaños, usualmente 1-2 x 0,5-1,5 cm.

## Taxonomía
Phaseolus vulgaris fue descrito por Carlos Linneo y publicada en Species Plantarum', vol. 2, p. 723.

## Denominaciones
La especie, tanto sus frutos verdes en forma de vaina como las semillas tienen una gran variedad de nombres.

### México, Centroamérica y el Caribe

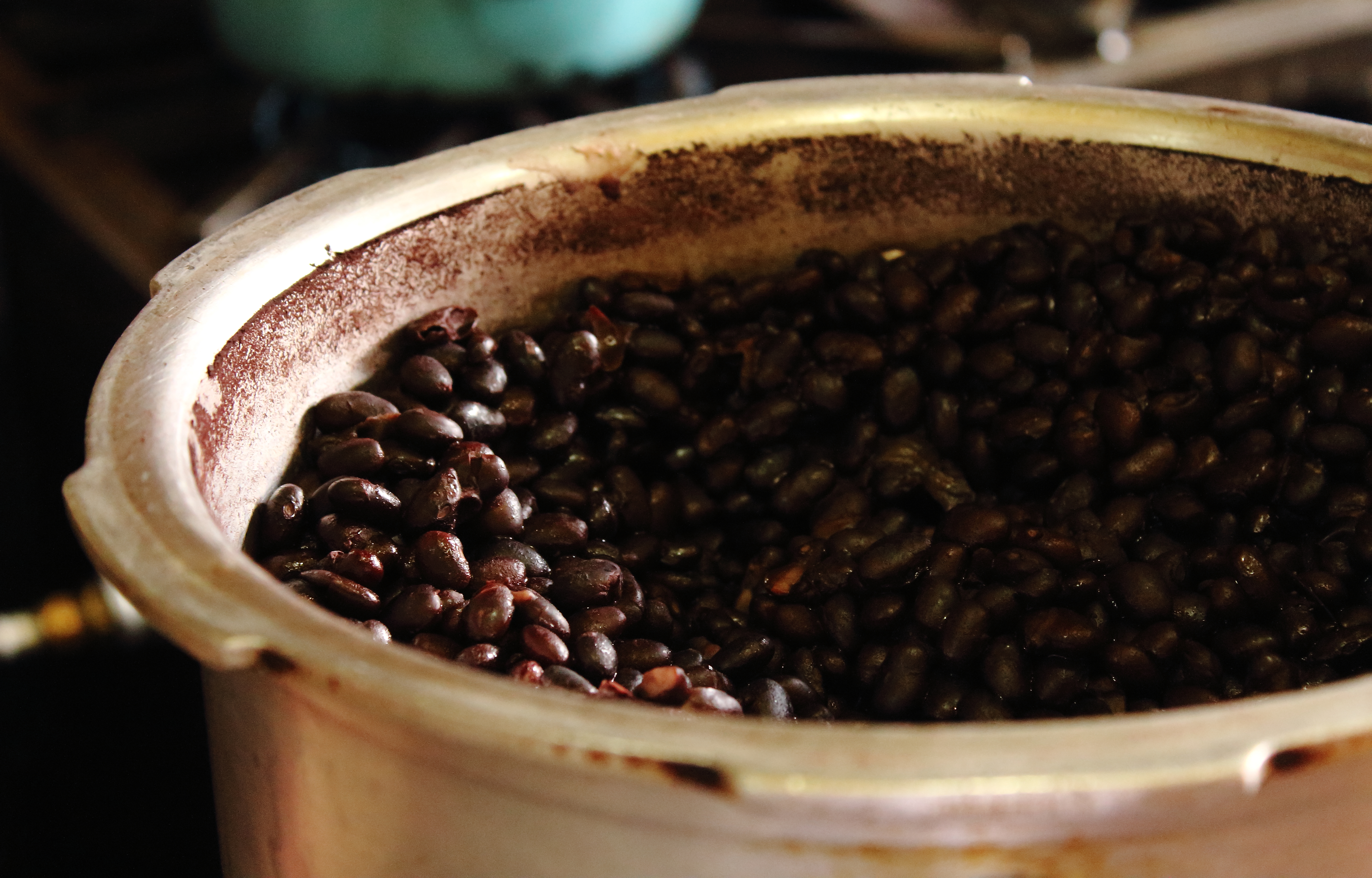
Preparación de frijoles.

- En México, Centroamérica (Guatemala, Honduras, El Salvador, Nicaragua, Costa Rica), Cuba y Puerto Rico, la planta es conocida como "planta de frijol", a la vaina se le llama "ejote", del náhuatl exotl (salvo en Costa Rica, donde se le llama "vainica" y Cuba, donde se llama vaina a la del frijol seco y habichuela a la del frijol verde) y a las semillas se les llama "frijoles" (término que viene del latín phaseolus, y este del griego phásēlos). En Guatemala, Costa Rica y sur de México la semilla típica o más preferida es de color negro, en Honduras, El Salvador, Nicaragua y Puerto Rico la preferida es la de color rojo.
- También en México se le dice "alubias" a la variedad blanca, que en realidad se consume muy poco, mientras que el "frijol bayo" la variedad café y la "flor de mayo" son de las más consumidas en el centro y norte del país, mientras que en el sur prefieren el "frijol negro".
- En Honduras también se les conoce como "balas" y "balines", de allí el nombre de baleada de la tortilla de trigo y frijoles fritos.
- En Costa Rica, a una variedad de frijoles grandes se les conoce como "cubaces", y a las flores del frijol se les llama "purisco", palabra de la que viene el nombre del cantón de Puriscal.
- En Panamá se llama "porotos" a los granos grandes de color negro o rojo y "frijoles" al resto de las variedades.
- En la mayor parte del Caribe, al igual que en Andalucía (España), se llaman "habichuelas" (diminutivo de haba, nombre que proviene del latín faba), pero no hay que confundir el término "haba" o "habichuela" con las "habas" del arco mediterráneo español, que se refiere a otro taxón (Vicia faba).

- En Cuba, Panamá, Puerto Rico, las Islas Canarias y Andalucía, se llama habichuela a las vainas verdes de esta planta.

### Sudamérica
- En Argentina, Bolivia, Chile, Paraguay y Uruguay, se le llama "poroto" (término que proviene del quechua purutu). En Paraguay, también se usa el nombre guaraní "kumanda" y, peyorativamente, "saporo". A la vaina se la denomina "chaucha" en Argentina, Paraguay y Uruguay ; y "vaina" o "capi" en Chile.

- En Colombia se conoce como "fríjol" (nótese la acentuación grave o llana) y en algunas partes "frisol" (con acentuación aguda) a los granos rojos o negros, "blanquillo" o "cabecita negra" a los blancos, o "grano" en general, por su parte en el sur del país especialmente en el Cauca y Nariño, se le denomina  "pororto", a su vez, en la región Orinoquía, se le conoce como "caraota" a los granos de color negro (por su cercanía con Venezuela). En la Región Caribe, a los fríjoles rojos se les conoce como "zaragoza" o "frijol zaragoza".

- En Ecuador se la conoce bajo el nombre de "fréjol" (o "poroto" cuando se refiere solo al grano).
- En el Perú la planta es conocida como frejol, y las semillas como "frijoles" o "frejoles" y en las regiones sureñas de la costa y sierra se le denomina "poroto".[20] En el consumo entre las que destacan las variedades canario, negro, caballero, panamito, castilla, pallar, entre otros  señaló la Red Nacional de Difusión de Información Agraria Especializada (Rediagro).[21] Existe una variedad ancestral de 11,000 años de antigüedad en la cultura pre-inca.[14]
- En Venezuela se llama "caraota" a los granos del mismo tipo de color negro, blanco o rojo (caraotas negras, blancas y rojas). La semilla más preferida o típica es la caraota negra.[22][23] y "frijoles" al resto de las variedades, distinguiéndolos cada uno por su origen o característica ("frijol bayo", "frijol pico negro" y "quinchoncho"), al resto de leguminosas semejantes se le llama por un nombre distinto cada una pero se les consideran "frijoles".

### España

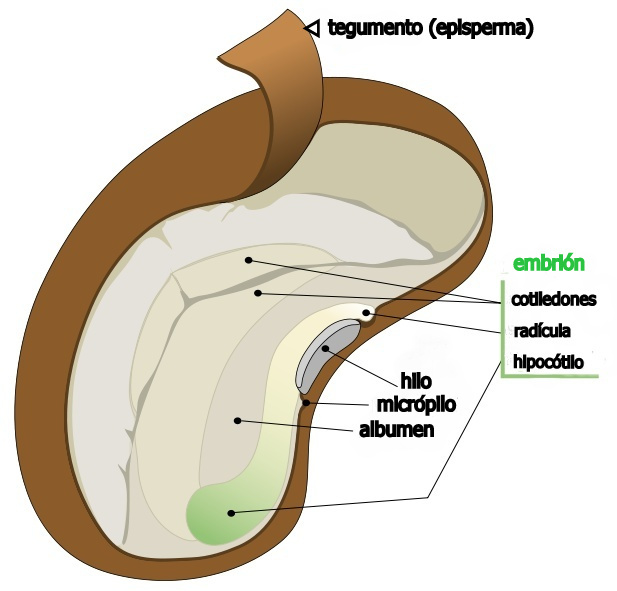
Anatomía de una "judía" o "frijol".

En gran parte de España se llaman judías —nombre de origen incierto—, o alubias, —del árabe اللوبياء al-lūbiyāʾ, tomado del persa لوبيا lubeyā—, En Andalucía se llaman habichuelas. Cuando se consume el grano aún tierno se las llama pochas.
- En Andalucía se conocen principalmente como "habichuelas".
- En Aragón existe una variedad local conocida como "boliches".
- En Asturias se llama "fabes" (en el idioma asturiano) a la variedad local y con ella se elabora la fabada.
- En Galicia, aparte de "alubias" y "judías", se las denomina "habas", "fabas" o "fabocos".
- En La Rioja existe una variedad oscura conocida como "caparrones", siendo muy famosos los de Anguiano.
- En Navarra en la zona media y Tierra Estella se le llaman "calbotes".
- En Extremadura se las denomina "frijones" o "alubias" según la zona.
- En León se conocen como "fréjoles" (La variedad pinta), "habas" (todas las variedades de color blanco o las que se consumen aún verdes) o "alubias" (en las zonas urbanas de mayor influencia del castellano).
- En las Islas Canarias se las denomina "judías" o "frijoles según zonas y a las vainas verdes "habichuelas".

## Historia
Es uno de los alimentos más antiguos conocidos del ser humano y ha formado parte importante de la dieta humana desde tiempos remotos. El frijol común empezó a cultivarse aproximadamente hacia el año 7000 a. C. en el sur de México,  El Salvador y Guatemala.
Cuando los navegantes españoles llegaron al Nuevo Mundo, florecían diversas variedades de frijoles. Cristóbal Colón los llamó 'faxones' y 'favas' por su parecido a las habas del Viejo Mundo. Los aztecas los llamaban 'etl'; los mayas, 'búul' y 'quinsoncho'; los incas, 'purutu'; los cumanagotos de Venezuela, 'caraotas'; en el Caribe los denominaban cunada; los chibchas, 'histe'.
Los primeros exploradores y comerciantes llevaron posteriormente las variedades de frijol americano a todo el mundo, y a principios del siglo XVII, los frijoles ya eran cultivos populares en Europa, África y Asia.

## Toxicidad
En el frijol existen algunas sustancias tóxicas, pero esa toxicidad solo se presenta cuando están crudos, ya que con la cocción se destruyen sus componentes tóxicos.
El consumo en ciertas cantidades produce flatulencias debido a la rafinosa. Sin embargo, esto no es tóxico en absoluto, aunque pueda resultar molesto.

## Cultivo del frijol

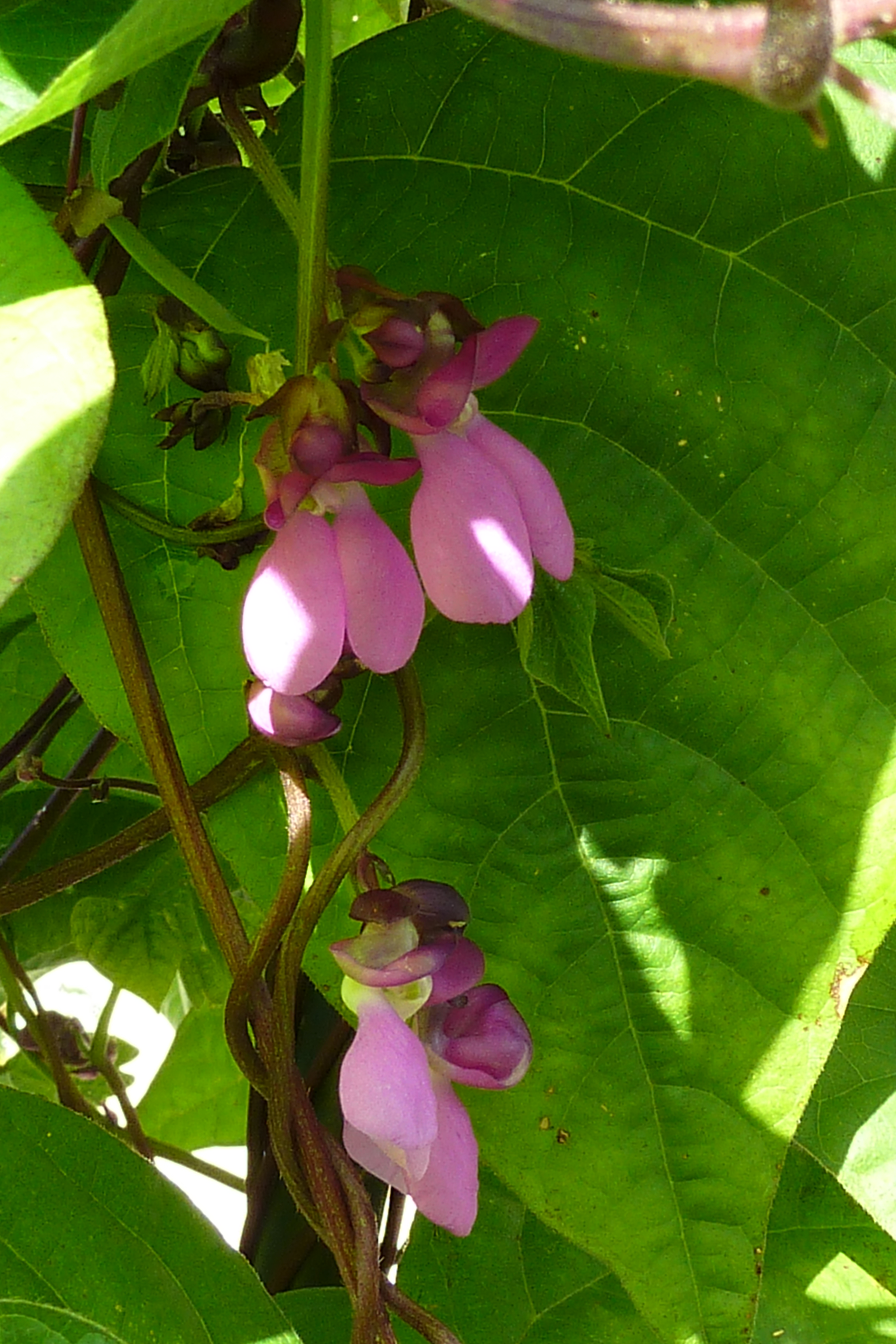
Flores de frijol.

El frijol prospera en climas cálidos, y en las estaciones cálidas de los climas templados. Hay variedades trepadoras y enanas.
Aunque admite una amplia gama de suelos, los más indicados son los suelos ligeros, de textura silíceo-limosa, con buen drenaje y ricos en materia orgánica.
En suelos fuertemente arcillosos, muy calizos y demasiado salinos vegeta deficientemente, siendo muy sensible a los encharcamientos, de forma que un riego excesivo puede ser suficiente para dañar el cultivo, quedando la planta de color pajizo y achaparrada.
Los valores de pH óptimos oscilan entre 6 y 7,5, aunque en suelo enarenado se desarrolla bien con valores de hasta 8,5. Si el suelo es ligero y arenoso, se añade una cantidad abundante de turba húmeda, abono o estiércol maduro. Si el drenaje no es bueno se forma un cúmulo o montecito y se siembra en su parte superior. Si el suelo es muy ácido se agrega cal.
Destaca por su capacidad de fijar nitrógeno al suelo donde es cultivado y por lo tanto es ideal para la rotación de cultivos en procura del mantenimiento fértil de las tierras.

## Producción
Mundialmente Latinoamérica produce cerca del 45 %, con Brasil y México a la cabeza. Le sigue África con un 20 % para alimentar a doscientos millones de habitantes en la región subsahariana. En ese continente lideran Kenia, Ruanda, Burundi y Tanzania lugares donde su cultivo es realizado en su mayoría por mujeres.

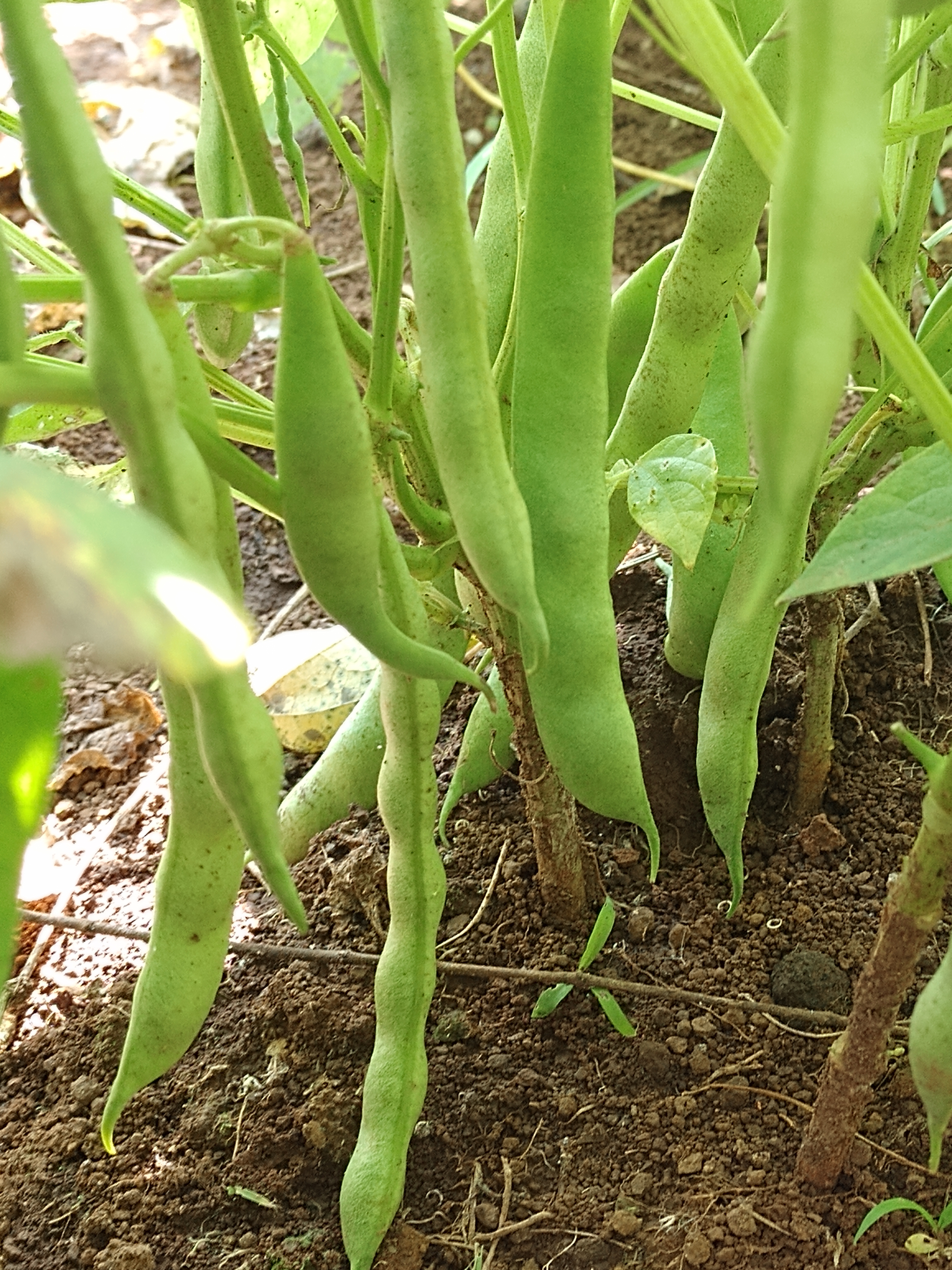
Vainas de frijol rojo.

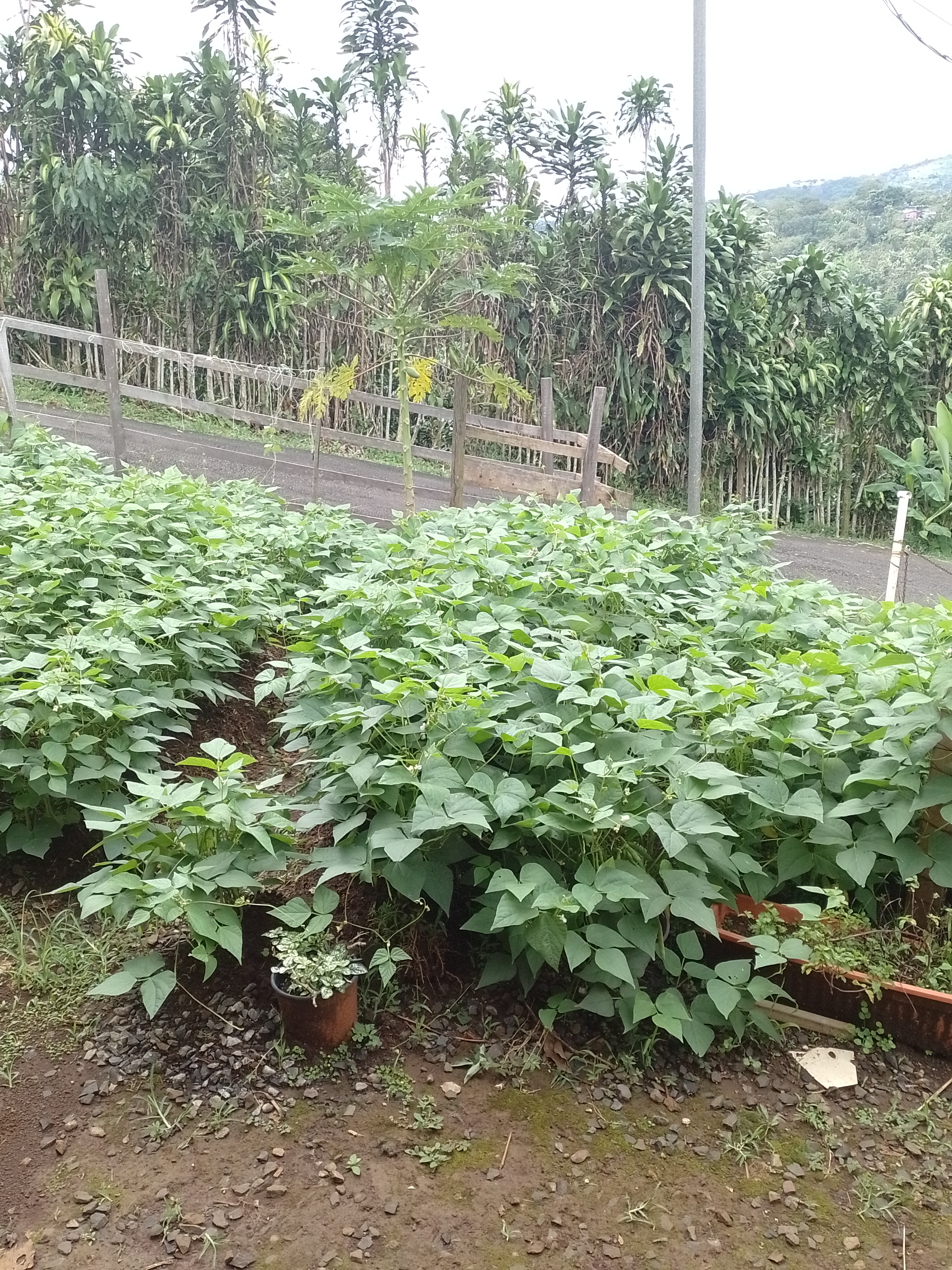
Plantación de frijol en Costa Rica.

| Principales productores de frijoles (2018) (toneladas) | Principales productores de frijoles (2018) (toneladas) |
| ------------------------------------------------------ | ------------------------------------------------------ |
| India                                                  | 6.220.000                                              |
| Birmania                                               | 4.779.927                                              |
| Brasil                                                 | 2.915.030                                              |
| Estados Unidos                                         | 1.700.510                                              |
| China                                                  | 1.324.407                                              |
| Tanzania                                               | 1.210.359                                              |
| México                                                 | 1.196.156                                              |
| Uganda                                                 | 1.039.109                                              |
| Kenia                                                  | 765.977                                                |
| Etiopía                                                | 607.929                                                |

Fuente

## Propiedades
Los frijoles poseen un alto contenido en proteínas y en fibra, siendo así mismo, es una fuente excelente de minerales. También cabe destacar la elevada cantidad de folatos que aporta y el contenido equilibrado en demás vitaminas del grupo B exceptuando la B12.

## Sinonimia
Los siguientes son los sinónimos más comunes, descritos por diversos autores:
- Phaseolus aborigineus variedad hondurensis.
- Phaseolus communis.
- Phaseolus compessus.
- Phaseolus esculentus.
- Phaseolus nanus.

## Variedades
- Phaseolus vulgaris var. aborigineus (Burkart) Baudet[37]
- Frijol castilla: El Frijol Castilla es conocido también como Caupi o "haba de China". Esta leguminosa de rápida cocción y fuente natural de selenio tiene su origen en África. Adicionalmente, cuenta con la ventaja de ser de fácil digestión. Beneficios: destacan su efecto en el fortalecimiento del bazo en el proceso de eliminación de agua y toxinas del cuerpo, el alivio de los excesos de calor en el cuerpo y es recomendado como complemento en el tratamiento de la diabetes. Especificaciones Nutricionales: ½ taza contiene 110 calorías, 7 gramos de proteína, 0 de grasa, 18 gramos de carbohidratos, y 6 gramos de Fibra.
- Frijol de palo: Es un miembro de la familia Cajanus Cajan de color crema o gris claro, moteado, punteado o jaspeado de gris. El cultivo de este frijol data de por lo menos hace 3000 años. Tiene amplios beneficios nutricionales porque contiene altos niveles de proteínas y aminoácidos como metionina, lisina, triptófano. En combinación con cereales el frijol de palo constituye una comida completamente balanceada. Especificaciones Nutricionales: ½ taza contiene 352 calorías, 22.3 gramos de proteínas, 0 de colesterol, 1.6 de grasa, 17.5 mg de sodio, 64.4 gramos de carbohidratos y 15.4 gramos de fibra.
- Frijol canario: Es también conocido como "Peruano" o "Mayocoba". Este frijol de color amarillo azufrado se produce en toda la costa y valles interandinos de Perú, México y en la última década en Estados Unidos.
- Red Kidney: Es un frijol tipo riñón, pertenece a una familia de leguminosas de gran tamaño incluyendo a los frijoles pinto, bolita, mung y grandes variedades norteñas. Tiene la ventaja de conservar la forma una vez cocinado. Entre alguno de los Beneficios se encuentran: Sirve como diurético, utilizado en el tratamiento de la hinchazón por edema. Factores nutricionales: ½ taza contiene 110 calorías, 8 gramos de proteína, 0 gramos de grasa, 20 gramos de carbohidratos, 0 mg de sodio y 6 gramos de fibras.

## Gastronomía

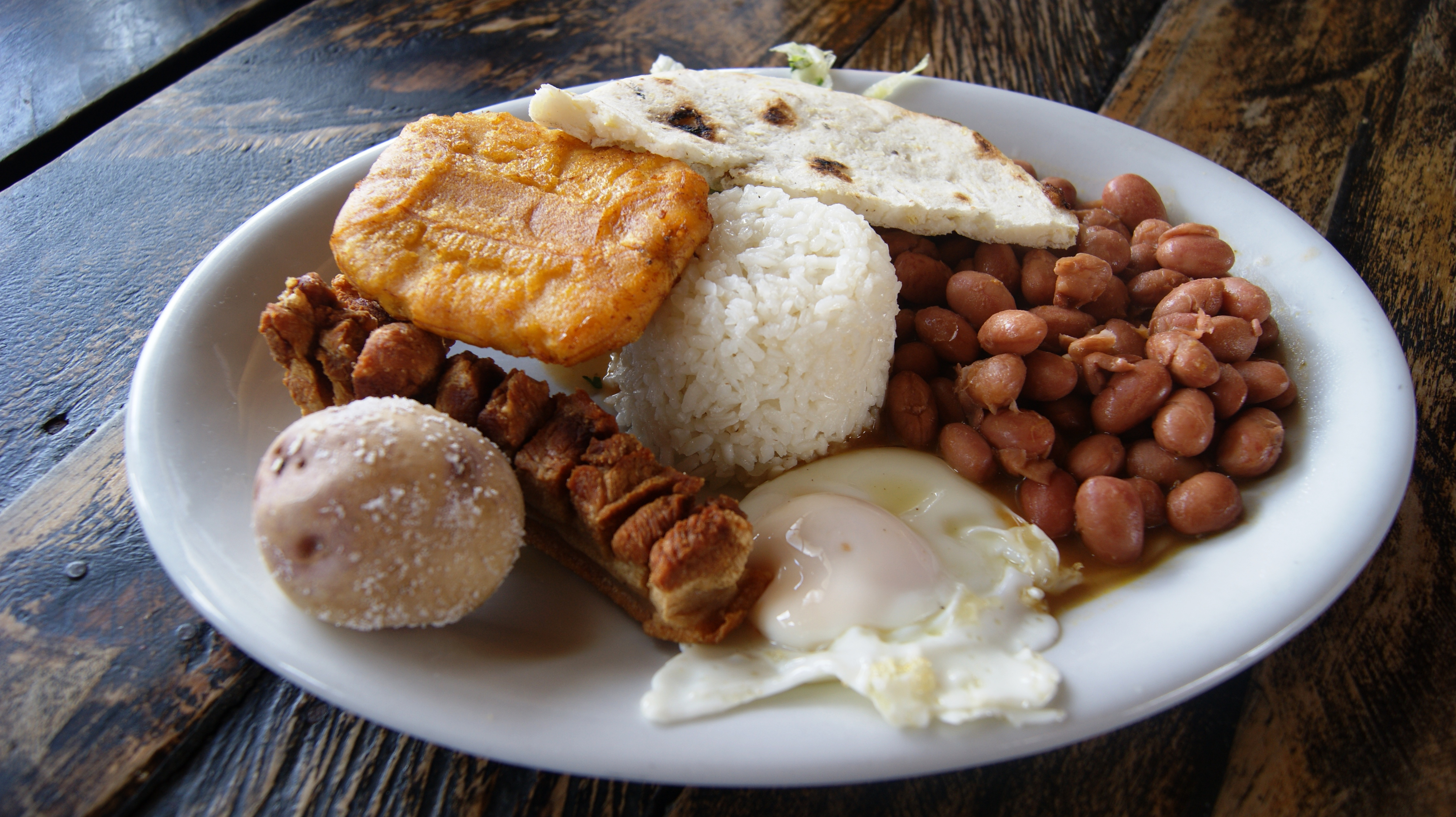
Bandeja paisa, plato de origen colombiano.

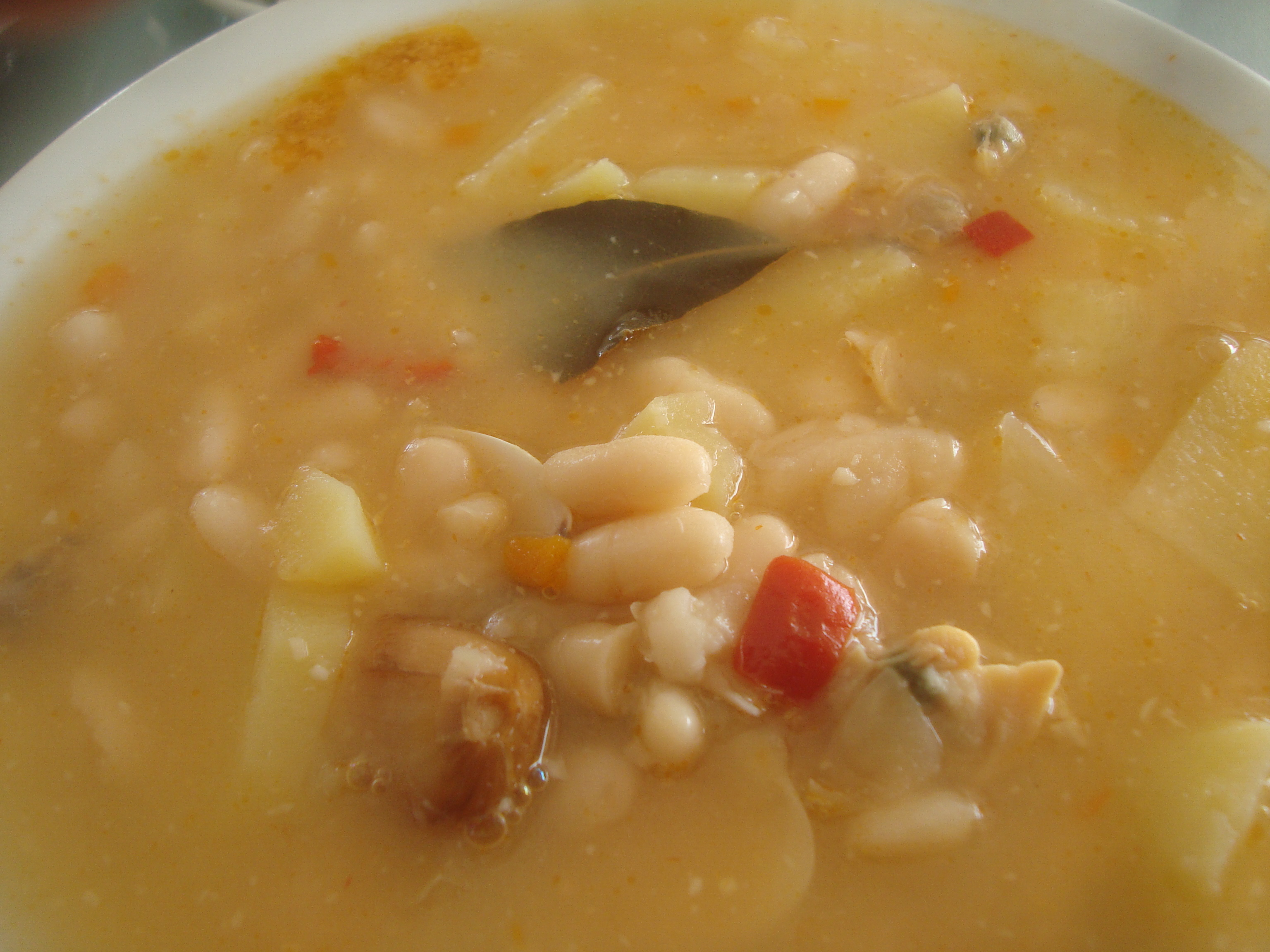
Guiso de alubias con almejas.

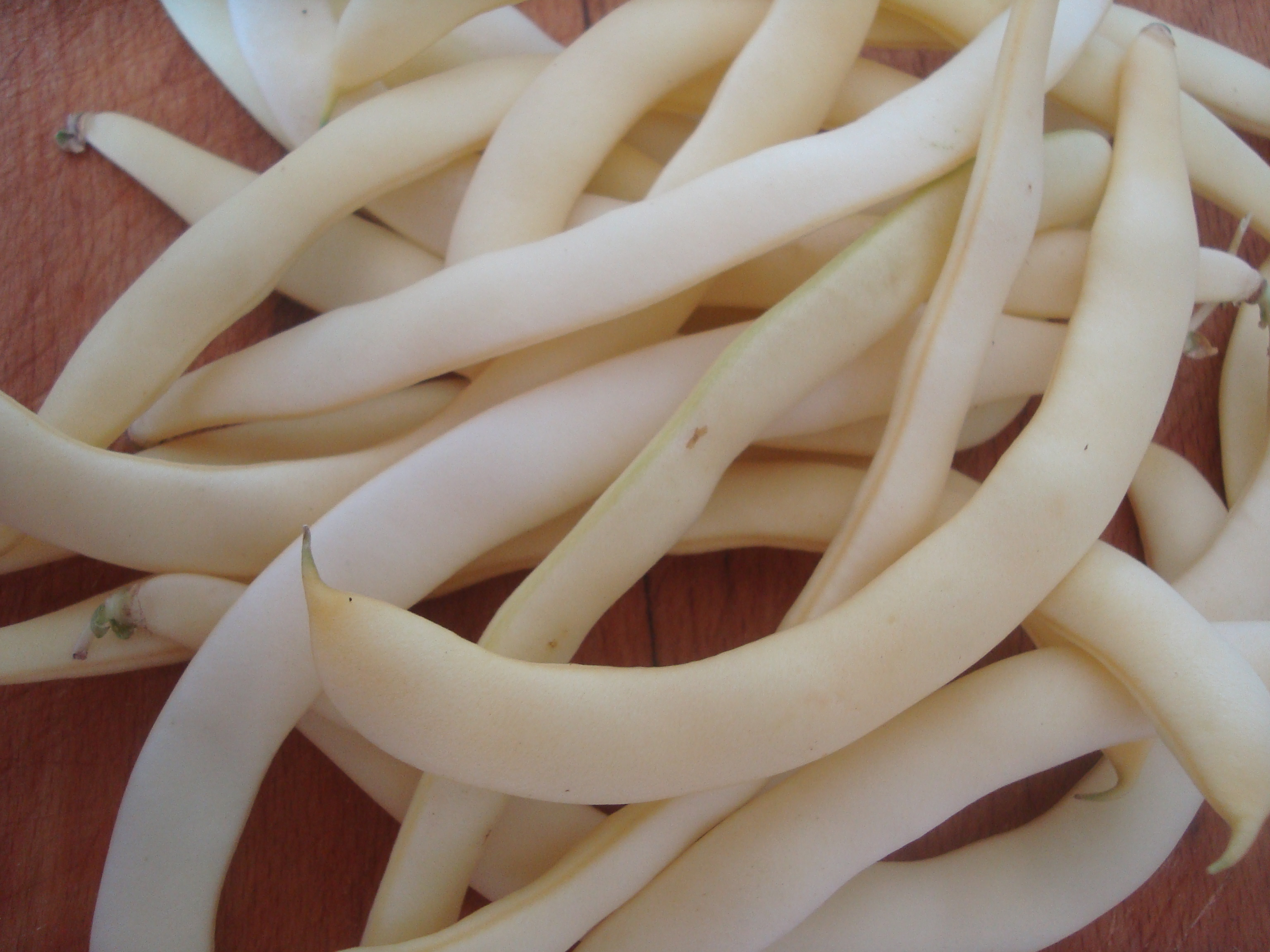
Judías de variedad blanca (Phaseolus vulgaris).

En muchos países de América estos granos son un plato esencial y se cocinan de diversas maneras:
- En Brasil, la Feijoada es considerado el plato nacional, también está muy difundido en Portugal. Se prepara con frijoles y carnes de cerdo, y suele acompañarse de arroz, mandioca frita y naranjas. Otros platillos típicos son acarajé, feijão tropeiro, tutu de feijão, etc.

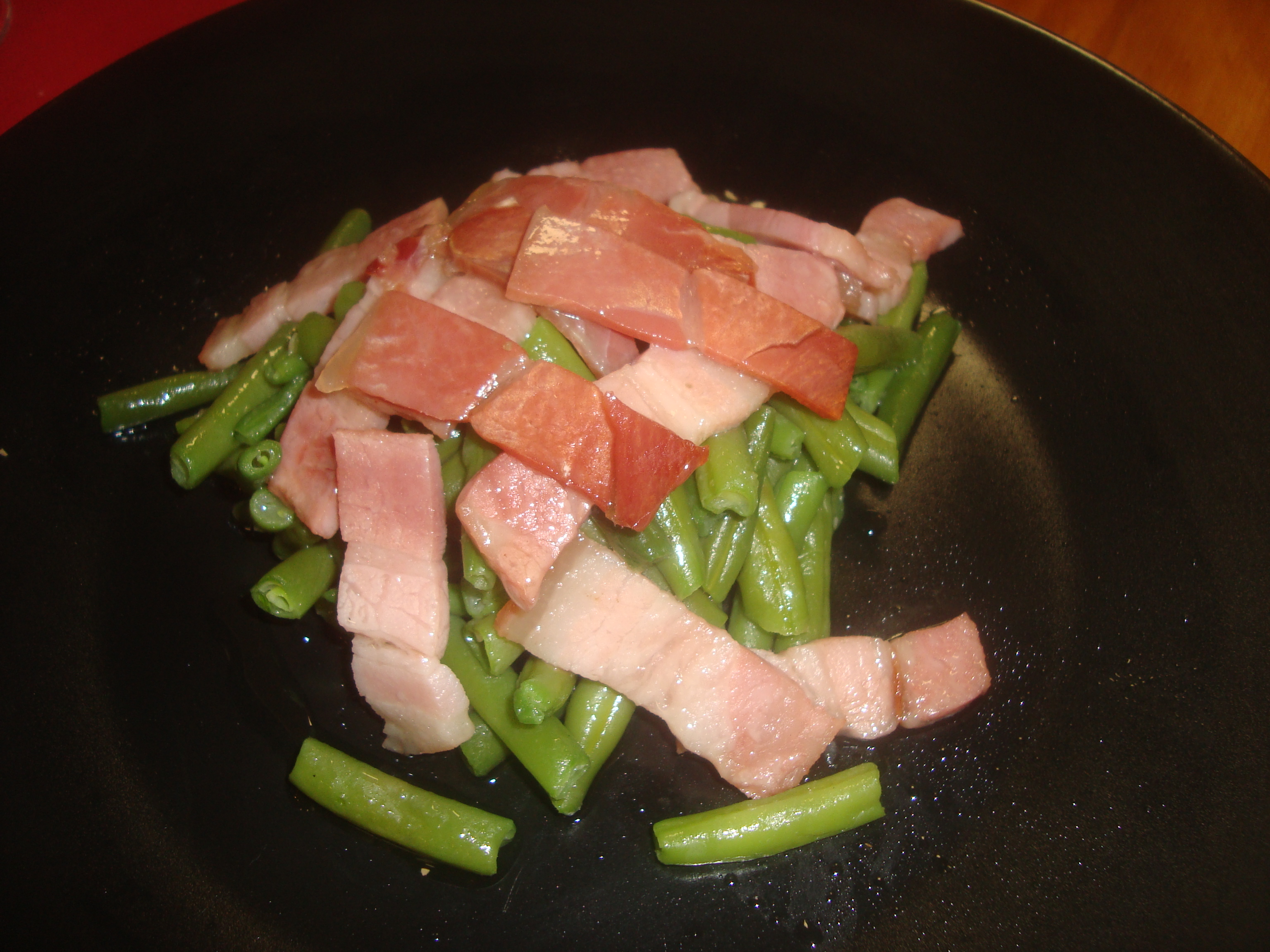
Judías verdes con beicon.

- Judías verdes con beicon.En Colombia se conocen como fríjoles o granos, y forman parte fundamental de la cocina de la Región Caribe y Antioquia. En el Caribe Colombiano se preparan guisados las zaragozas (variedad de fríjol rojo), las arvejas, los fríjoles cabecita negra, las lentejas, los palomitos, las carautas y variedades de fríjol rojo. Se comen acompañados de alguna carne y arroz básicamente, y es muy común añadir también tajadas de plátano maduro fritas. También se preparan en sopas (de zaragozas, de arvejas, de fríjol cabecita negra, de lentejas, de guandú), en arroces (de fríjol cabecita negra, de lentejas, de guandú) y en dulces (guandú). En Antioquia, los fríjoles rojos son componente fundamental de la bandeja paisa y de los fríjoles con garra (tocino), patica o pezuña de cerdo. Otros granos son el palomito, la caraota y variedades de fríjoles rojos como el cargamanto.
- En Argentina se cocina el locro, guiso cuyo origen es prehispánico y que se prepara a base de productos como el poroto, el zapallo y el maíz; al ser un alimento con muchas calorías y nutrientes el locro resulta muy adecuado para consumir durante el invierno o en zonas frías. Tradicionalmente se consume de manera masiva el 1 de mayo, día de los trabajadores, y el 25 de mayo, día en que se conmemora la formación del primer gobierno patrio. Por este motivo es un plato regional y tradicional para festejar las fechas patrias.

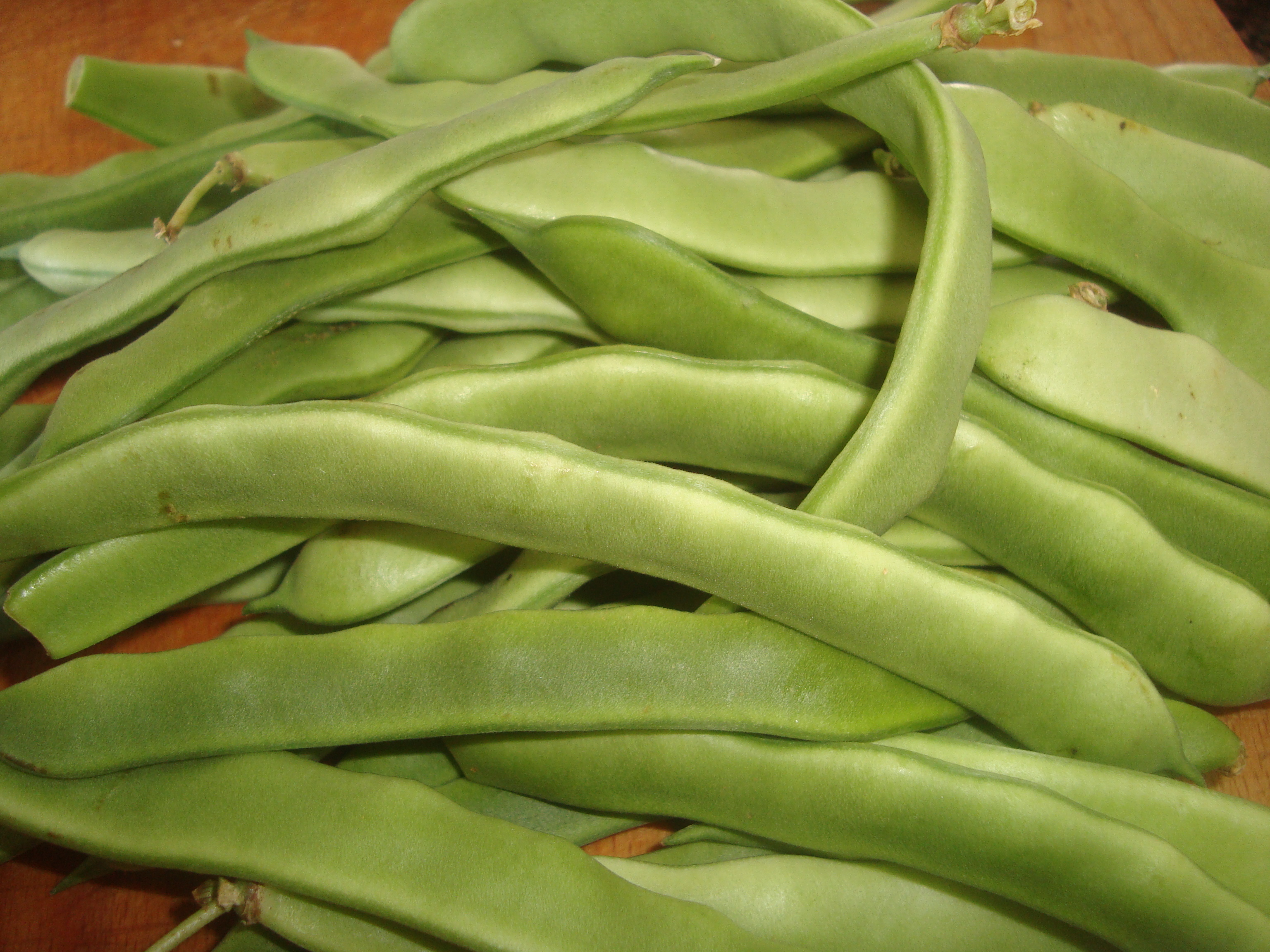
Judías verdes (Phaseolus vulgaris).

- Judías verdes (Phaseolus vulgaris).En las comunidades guaraníes de Bolivia (especialmente en la capitanía de Alto Parapetí) y en Paraguay se consume un platillo llamado «cumanda», que consiste en cocer las semillas y, después de molidas, mezclarlas con legumbres. Se le da una forma apanada, apta para comer cocida, frita o al horno. También se preparan flanes, refrescos y panes con su harina.
- En Chile, donde se les conoce como porotos, forman parte de la comida típica, como por ejemplo, los «porotos con riendas»; que son porotos secos, preparados con pasta de trigo (generalmente tallarines). Otros ejemplos son «porotos con chuchoca»; «porotos con papas» (consumidos en el mundo rural); o también con mote de trigo (y que se consumen principalmente en el centro del país). Con la variedad fresca, se preparan los «porotos granados», que son porotos tiernos, cocidos con granos de choclo desgranados y molidos, zapallo y albahaca.
- En Cuba se conoce como frijoles y se consumen las legumbres secas en potajes elaborados con verduras y especias aromáticas siempre acompañadas con arroz. Cuando se acompaña la variedad negra con el arroz se hace llamar "moros y cristianos" o "moros con cristianos" y con la roja "congrí".
- En muchos países de América es común la mezcla de arroz con frijoles o porotos. Los frijoles rojos, llamados "la fiesta del plato", en Nicaragua y Costa Rica a la mezcla de arroz cocido con frijoles fritos se le llama «gallo pinto» y en El Salvador y Honduras se llaman «casamiento». En República Dominicana y Cuba este platillo típico se le conoce como «arroz moro», y consiste en frijoles negros con arroz blanco acompañado de carne guisada. En algunas regiones de Cuba a este plato típico también se le llama «congrí». Hay quien opina que este nombre proviene del francés CongRiz (o arroz congo), pues así llamaban los emigrantes franceses que llegaron de Haití al oriente de Cuba a este plato. Otras versiones afirman que proviene del inglés concrete y significa ‘hormigón’, debido a que los estadounidenses que acudían a la isla consideraban que los frijoles eran demasiado duros.
- En Ecuador se le conoce como fréjol o poroto, y su preparación más común es cocerlo hasta que empieza a deshacerse de su forma (los granos se mezclan y forman un guiso), lo que se le llama menestra (la que puede ser también de lenteja, arveja, etc.). Es muy común servirla con arroz y carne de res, cerdo o pescado.
- En España se consumen las legumbres secas en multitud de guisos y cocidos, a veces en forma de ensalada: ensalada de judías. Algunos de los platos pueden ser tales como el cocido montañés, la fabada y el pote asturiano, el potaje de alubias de Saldaña o en  el caldo gallego. También se preparan con arroz, en el plato llamado «moros y cristianos» o «matrimonio». Famoso es el arròs amb fesols i naps (plato típico de Valencia), que es un rico guiso hecho de alubias blancas (a las que los valencianos llaman fesols), patata y nabo. También es originario de Cataluña las "Seques amb botifarra", (alubias blancas con butifarra), plato típico de esta comunidad. En Ávila es plato típico las judías con chorizo y las de El Barco de Ávila. También son muy conocidos los judiones de La Granja (Segovia).
- En Estados Unidos los beans solo es común en el sur del país,en especial en el Estado de Texas con su gastronomía Tex-Mex que cuenta con el popular platillo Chile con carne.
- En Guatemala se conocen como frijoles y se consumen de varias formas gastronómicas típicas, el frijol negro se pueden comer cocidos (frijoles parados), el caldo de frijol que se puede acompañar con arroz y crema de leche, colados con cebolla frita, volteados con aceite o manteca de cerdo, los frijoles colorados (rojos) se pueden comer con carne de cerdo, chicharrones o costilla ahumada con un recado muy especial, y los frijoles blancos que se comen con espinazo de cerdo y condimentados con orégano, los frijoles en Guatemala forman parte de la alimentación de la mayor parte de la población.
- En Honduras se consumen como: baleadas, con tortilla de trigo, maíz, en sopa de cardán, que es sopa de frijol con chicharrón y guineos y leche de coco, fritos; esta la variante con costilla de cerdo, cocidos a cualquier hora y tiempo de comida, es el principal acompañamiento para cada plato principal.
- En México, donde se les denomina frijoles, se consumen cocidos, llamados comúnmente "de la olla", triturados y fritos tradicionalmente con manteca de puerco, o bien con aceite de maíz después de haber sido hervidos y se les conoce como «frijoles refritos» generalmente se consumen acompañados de tortillas de maíz. También existen otras variantes como los «frijoles charros», «frijoles puercos», «enfrijoladas», sopa de frijol, frijoles con chorizo, etcétera.
- En el Perú existe un plato que es la mezcla del arroz con frijoles, y se le conoce con el nombre de «tacu tacu» (de taka-taka: golpear en quechua), pero que tradicionalmente (receta original de los limeños antiguos) es el arroz con frijoles que quedaron del día anterior y espolvoreados con orégano. También se prepara el frijol como dulce llamado «frejol colado», el cual se consume como relleno en algunos bocaditos chinos o simplemente como postre. El frijol también es usado en sopas como el «menestrón» y el «shambar» o preparado en guisos como la «frejolada». El chupe de porotos es un plato tradicional de la ciudad sureña de Tacna, mientras que las ciudades de la costa norte disfrutan los frejoles en el seco de cabrito a la norteña o seco de cabrito.
- En República Dominicana se le conoce como habichuela y es parte esencial de la gastronomía, ya que se cultivan casi todas las variedades y se consume de diversas maneras, se puede encontrar en el plato típico conocido como "la bandera" que consiste en arroz blanco con habichuelas (comúnmente rojas o pintas) y carne de pollo guisada, también está el "moro" que es el resultado de la mezcla de arroz blanco con cualquier variedad de habichuela. Un postre típico son las «habichuelas con dulce» que consiste en el licuado y colado de la variedad roja de esta especie, agregándoles diferentes ingredientes tales como leche evaporada o de coco, azúcar, canela, sal, pasas, batata y galletas de leche. Es muy popular en épocas de Cuaresma.
- En Venezuela, se les llama caraotas y forman parte del plato típico nacional del país que se consume durante todo el año, conocido como "pabellón criollo": incluye arroz blanco, carne (corte de falda de ganado vacuno) mechada guisada y tajadas de plátano maduro fritas. También se suelen preparar en sopas con carne de cochino (marrano, cerdo) o pollo. Estos platos varían según las regiones, en algunas le añaden azúcar. Un dato curioso es que en el oriente de esta nación, especialmente en el estado Sucre, las caraotas son guisadas y servidas con queso rallado como relleno de arepas y empanadas. Esta última combinación se le conoce coloquialmente con el nombre de dominó debido al contraste entre el color negro de los granos y el blanco del queso. Cabe destacar que en el estado Lara se les hace llamar popularmente carotas (se dice que de aquí provino el nombre de la famosa agrupación musical "Carota, Ñema y Tajá"). El resto de las variedades se utiliza generalmente para preparar sopas, asopados u otros platos como el llamado palo a pique, el cual se prepara con frijoles del tipo "boca de santo" o "cabecita negra" (son más pequeños que las variedades negra, roja y blanca).

## Nota
1. ↑  recogida también la forma llana fríjol.[3][4][5]
2. ↑  recogida asimismo la forma llana fréjol.[7][8]